# Napoleonturm (Hohenrain)
Der Napoleonturm ist ein Aussichtsturm auf dem Gebiet der Gemeinde Wäldi im Kanton Thurgau.

## Vorgeschichte im 19. Jahrhundert
Der Name bezieht sich auf den ehemaligen 21 Meter hohen Aussichtsturm, der von 1829 bis 1855 an fast gleicher Stelle stand und angeblich von Louis Napoleon (Napoleon III.) initiiert wurde. Louis Napoleon lebte damals auf dem Schloss Arenenberg und gründete mit seinem Freund Charles Parquin, Besitzer der Fremdenpension Wolfsberg, eine Aktiengesellschaft. Diese liess das «Belvedère zu Hohenrain» erstellen. Es war als «Lustgebäude» brandversichert. Auf einer unteren Plattform soll sich eine Tanzfläche, auf der mittleren Plattform ein Restaurant und auf der obersten ein Fernrohr befunden haben. Wer den Turm als Privatperson besuchen wollte, musste 6 Kreuzer bezahlen, was ungefähr drei Stundenlöhnen entsprach. Die Verwitterung setzte dem Turm stark zu, und er durfte nach 26 Jahren nicht mehr bestiegen werden. 1855 wurde er ganz abgebrochen. Es bestehen keine schriftlichen Quellen, die bestätigen, dass Louis Napoleon der Initiant war. Aber im Volksmund blieb der Turm als «Napoleonturm» in Erinnerung.

## Situation und Bau
Der im Jahre 2017 aus Holz (Hauptstützen aus Leimholz, Treppen aus Lärche) erstellte Turm ist 40 Meter hoch. 208 Treppenstufen führen zur Aussichtsplattform in 36,40 Meter Höhe. 
Der Turm befindet sich beim Weiler Hohenrain der Gemeinde Wäldi. Er ist täglich von 8 bis 18 Uhr geöffnet. Vom Turm aus bietet sich eine Rundumsicht vom Bodensee über den Säntis bis zum Eiger im Berner Oberland.

## Literatur

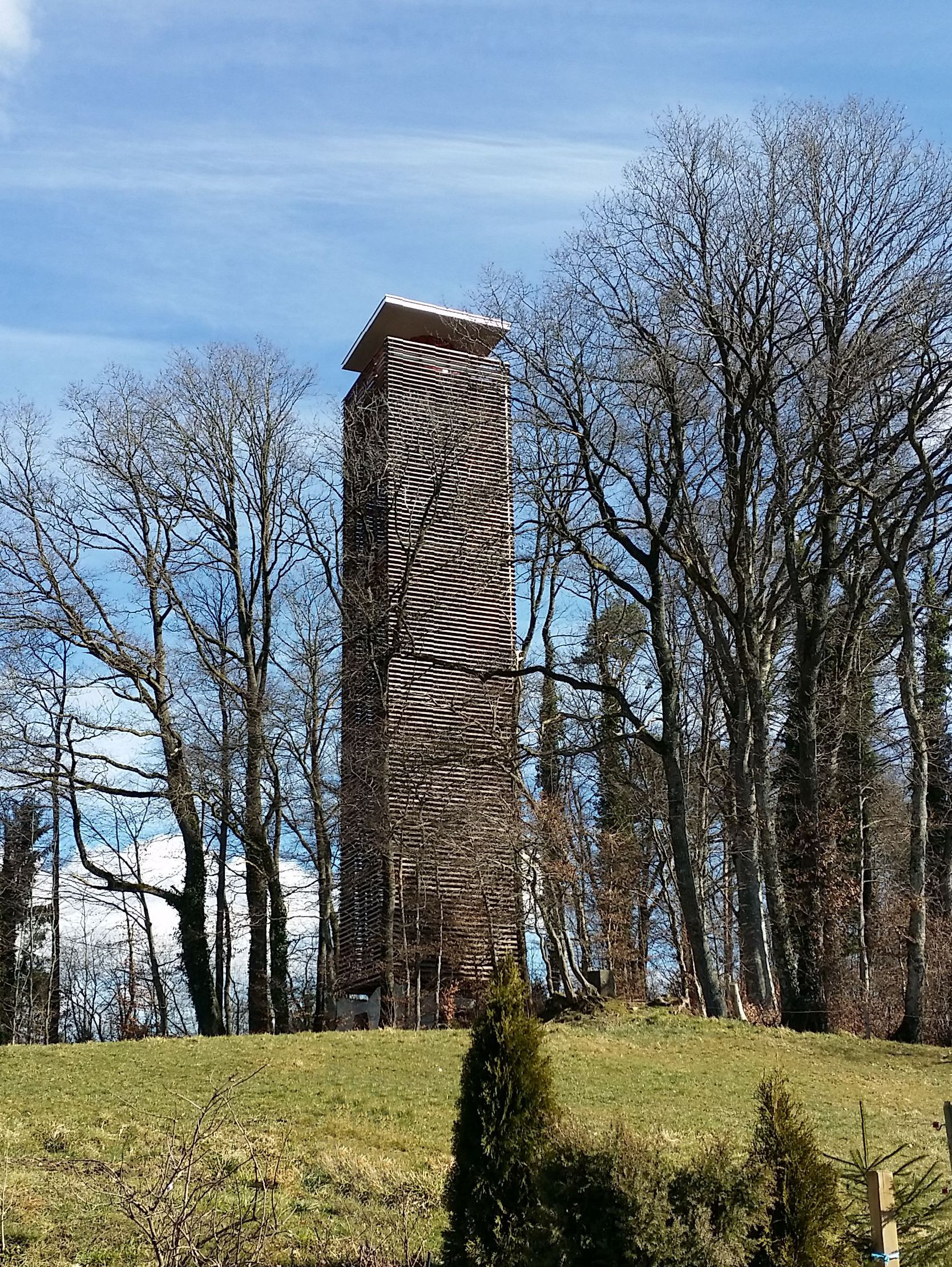
Aussichtsturm
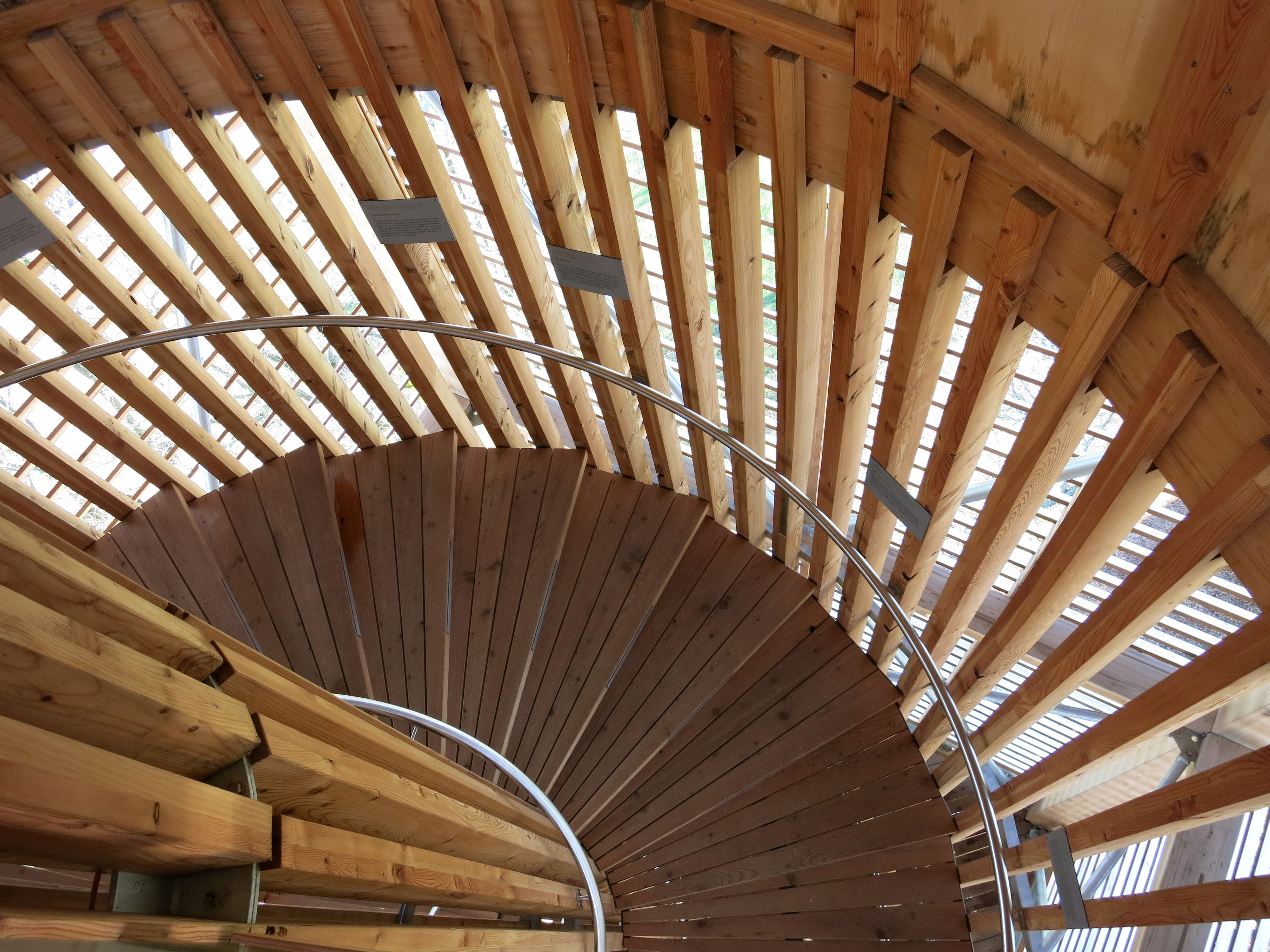
Treppen
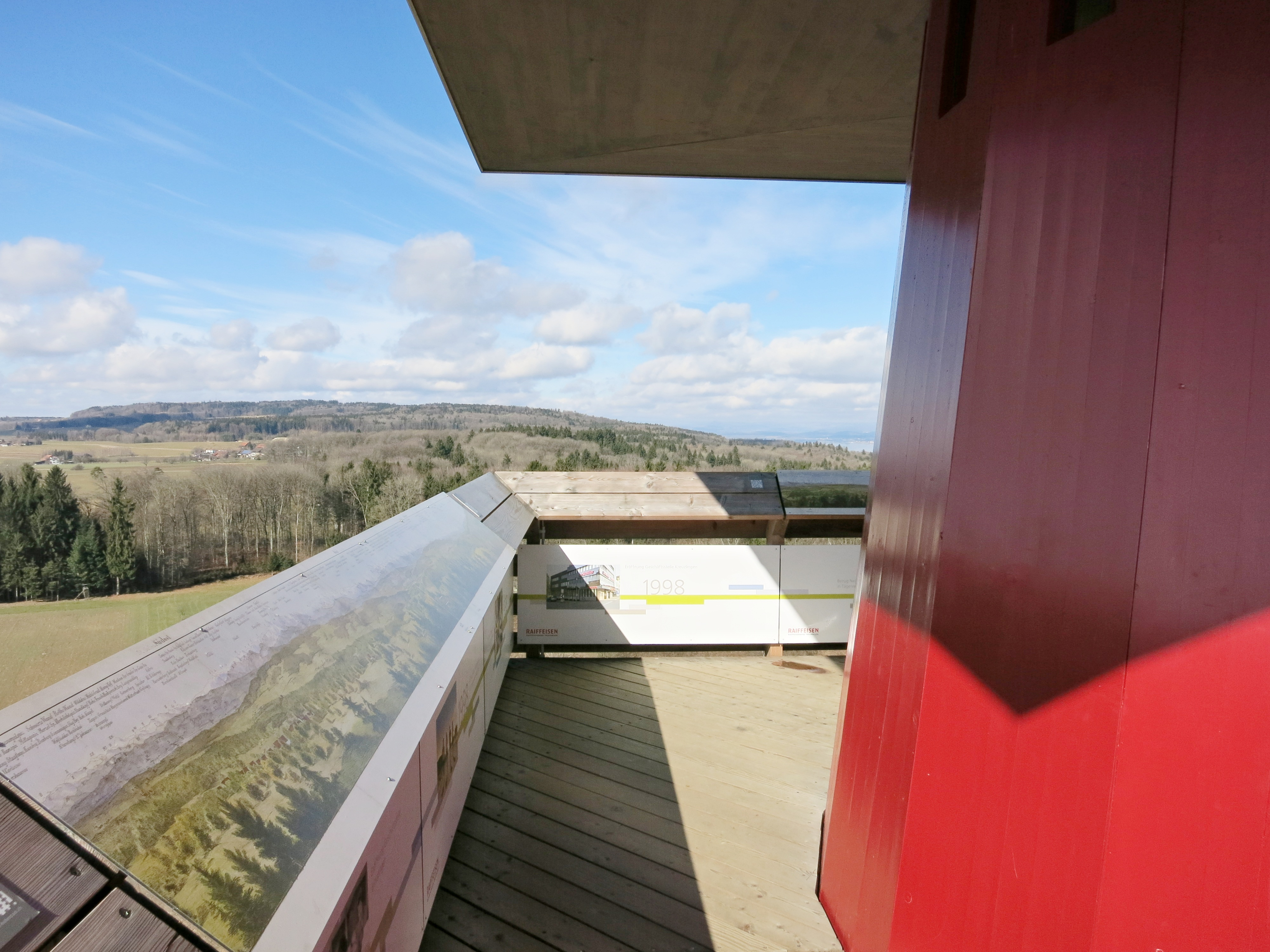
Aussichtsplattform
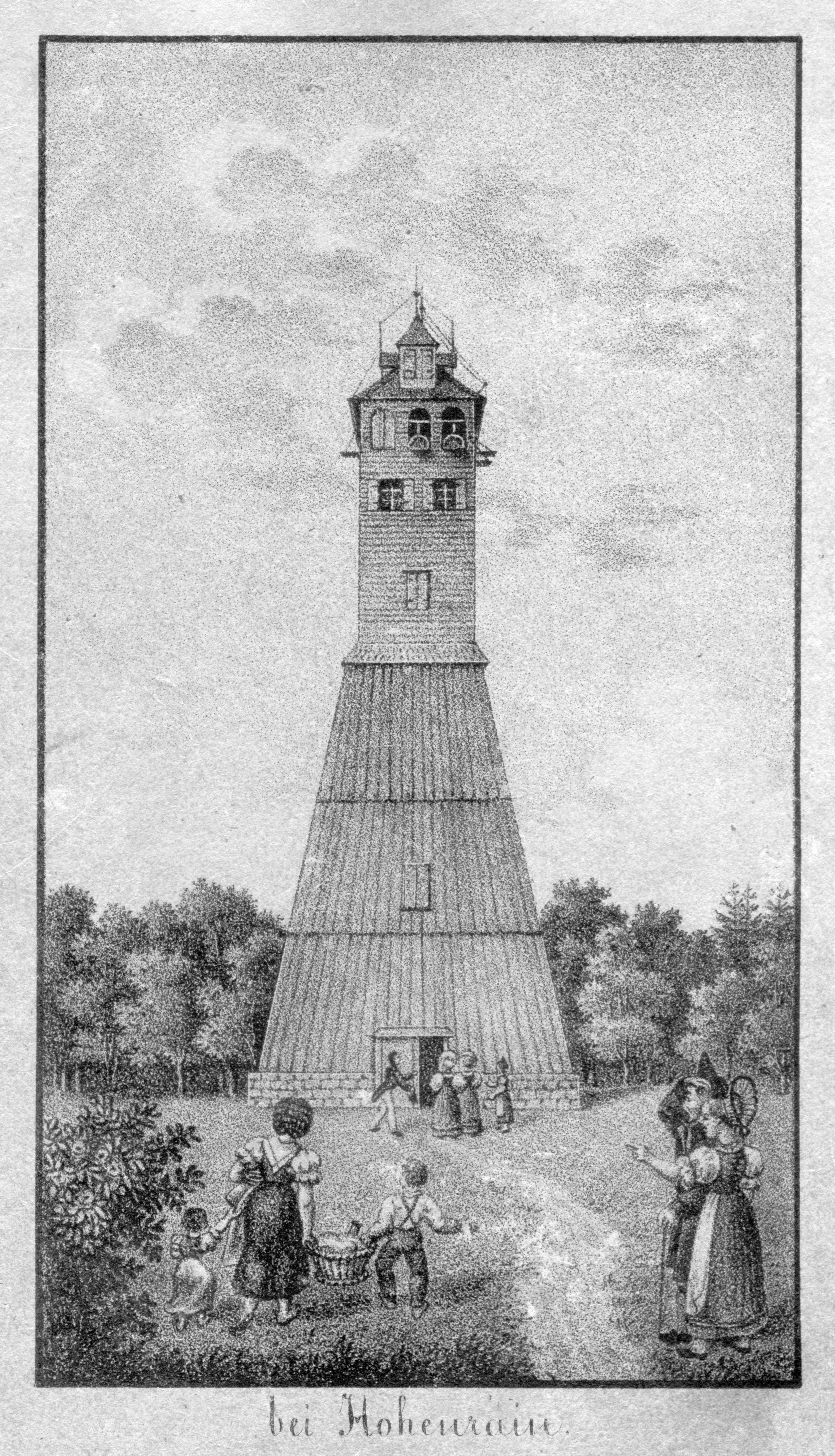
Historischer Turm